# Zeidlermännchen

Darstellung Zeidlermännchens im Feuchter Wappen

Als Zeidlermännchen bezeichnet man eine stilisierte Darstellung eines Zeidlers. Zeidlermännchen werden noch heute in Stadtwappen oder Vereinsabzeichen von Imkereivereinen oder -verbänden geführt.

## Namensursprung
Die Figur des Zeidlermännchens ist von den Zeidlern abgeleitet, so heißen die frühen Imker in Mitteleuropa. Das kommt vom lateinischen „cidlarii“ und bedeutet so viel wie „das Produkt von einem Tier wegholen“, man kann also auch Kühe „zeideln“ (melken) oder Hühner (also ihre Eier einsammeln).

## Bedeutung der gestalterischen Elemente
Die Armbrust des Zeitlers deutet auf die Privilegien der Zeitler hin. Zum einen das generelle Tragen einer Waffe (Schäfern, Bauern usw. die ähnlichen Gefahren ausgesetzt waren, war dies verboten), ein niederes Jagdrecht und eine eigene Gerichtsbarkeit (Zeitlerrecht). Das Privileg ging mit der Plicht einher, dem Kaiser Kriegsdienst zu erweisen. Darüber hinaus mussten sie gegen Schädlinge im Wald vorgehen, bei Waldbränden helfen und die Köhler kontrollieren.
Auch Schutzkleidung hatten die Zeidler schon erfunden: robuste Lederjacken und eng anliegende Hosen aus dickem Wollstoff, breitrandige Hüte und ein Schleier aus handgeflochtenem Pferdehaar. Die Ausgehtracht der Zeidler zeigte auch ihren Beruf an: Eine grüne Leinenjacke als Symbol für den Wald und eine gelbe Bundhose, symbolisch für den Honig. Besonders auffällig war die Kugelmütze, die mit Stoffresten ausgestopft wurde und hoch stand, das konnten schon mal 20 Zentimeter sein.

## Lebendige Tradition
Das Zeidlermännchen als Wahrzeichen von Vereinen, z. B. Imkerverein Herzogenaurach und Umgebung, oder als Bestandteil der Stadtwappen, z. B. Markt Feucht, zeigt die historische Bedeutung der Zeidlerei und die fortbestehende Verbundenheit mit der Tradition der Zeidlermänner.